# Miss Polonia 2010
Miss Polonia 2010 – 35. edycja konkursu piękności Miss Polonia. Gala finałowa odbyła się 11 grudnia 2010 w hali EXPO w Łodzi.
Miss Polonią została Rozalia Mancewicz z Pomigaczy.

## Rezultaty
| Tytuł             | Laureatka                                                                                    |
| ----------------- | -------------------------------------------------------------------------------------------- |
| Miss Polonia 2010 | Rozalia Mancewicz                                                                            |
| I Wicemiss        | Agnieszka Kościelniak                                                                        |
| II Wicemiss       | Natalia Tomczyk                                                                              |
| Top 6             | Katarzyna Burczyńska Zuzanna Brzezińska Natalia Michalszczak                                 |
| Top 12            | Kinga Frąckiewicz Marta Haruk Olga Lackosz Monika Płochocka Arleta Respondek Martyna Zapadka |

### Nagrody specjalne
| Tytuł            | Laureatka            |
| ---------------- | -------------------- |
| Miss Internautów | Rozalia Mancewicz    |
| Miss Osobowości  | Natalia Michalszczak |

## Finalistki
| Kandydatka            | Wiek | Wzrost | Województwo             | Miejscowość             |
| --------------------- | ---- | ------ | ----------------------- | ----------------------- |
| Kinga Frąckiewicz     | 21   | 170 cm | Zachodniopomorskie      | Zielenica               |
| Klaudia Natorska      | 19   | 170 cm | Mazowieckie             | Radom                   |
| Katarzyna Burczyńska  | 21   | 169 cm | Kujawsko-pomorskie      | Grudziądz               |
| Agnieszka Stępień     | 18   | 172 cm | Lubelskie               | Lublin                  |
| Agnieszka Kościelniak | 20   | 171 cm | Małopolskie             | Spytkowice              |
| Olga Lackosz          | 19   | 173 cm | Podkarpackie            | Jasło                   |
| Martyna Zapadka       | 18   | 173 cm | Opolskie                | Krapkowice              |
| Magdalena Brojewska   | 23   | 174 cm | Świętokrzyskie          | Kielce                  |
| Anna Stankiewicz      | 23   | 175 cm | Pomorskie               | Gdańsk                  |
| Rozalia Mancewicz     | 23   | 175 cm | Podlaskie               | Pomigacze               |
| Aleksandra Ofianewska | 20   | 176 cm | Zachodniopomorskie      | Koszalin                |
| Arletta Respondek     | 20   | 176 cm | Śląskie                 | Częstochowa             |
| Monika Płochocka      | 19   | 176 cm | Mazowieckie             | Głubczyce               |
| Zuzanna Brzezińska    | 19   | 176 cm | Łódzkie                 | Warszawa                |
| Marta Haruk           | 19   | 180 cm | Dolnośląskie            | Wałbrzych               |
| Natalia Tomczyk       | 20   | 180 cm | Wielkopolskie           | Poznań                  |
| Justyna Hajdukiewicz  | 21   | 168 cm | Miss Polonia Litwy 2010 | Miss Polonia Litwy 2010 |
| Natalia Michalszczak  | 20   | 180 cm | Wielkopolskie           | Przyprostynia           |